# 大刀 (ゲーム)
『大刀』（だいかたな、Daikatana）は、アメリカのIon Stormによって開発され、2000年5月23日にアイドス・インタラクティブによって発売されたファーストパーソン・シューティングゲーム。日本では同年4月7日、ヨーロッパでは同年5月1日に発売された。
プラットフォームはWindows、ゲームボーイカラー、およびNINTENDO 64に対応。PlayStation版の開発は中止になった。

## ストーリー
戦国時代、強大な勢力を持つ武将ミシマ・オオサカは、唯一自分に楯突く武将エビハラ・インシロウの存在にいら立ち、名鍛冶師ミヤモト・ウサギに刀を作ることを要請する。ウサギはそれを承諾し、伝説の宝刀である大刀を作り上げる。しかし、最初からあまりオオサカに肯定的でなかったウサギは、遂にオオサカを裏切り、オオサカと対立するインシロウに大刀を託し、オオサカの打倒を懇願する。インシロウは二つ返事で承諾し、ウサギから託された刀を駆使し、オオサカの打倒に成功する。しかしインシロウは、その刀の持つ強大な力に魅了され、約束を破って刀をわがものにしようとする。これに怒りを覚えたウサギは、インシロウから強引に大刀を取り返し、それを火山の中に投げ入れた。その後、ウサギはインシロウに殺された。それから何年も経った西暦2455年、世の中は荒廃し、致死率の高いMMPウイルスが貧困層に蔓延している（富裕層はワクチンによって助かっている）。ウサギの末裔ヒロ・ミヤモトが剣術道場で修業をしていたところ、トシロウ・エビハラという老人が訪れる。彼は、世界を支配しているカゲ・ミシマがワクチンの開発者ということになっているが、実際の開発者は自分の一族だと主張する。トシロウが言うには、一時は自分がその功が認められ、富と名声を得、その資金を伝説の宝刀“大刀”の発掘に費やし発見することに成功したという。その大刀には時空を超えて旅をすることが出来るという秘めた能力を持っており、エビハラ一族にとっては魅力的なものであった。しかし、その大刀がカゲ・ミシマによって盗まれ、その刀に秘められた能力を悪用し、昔に戻ってワクチンを開発したように見せかけ、それによってエビハラ一族は富と名声を失い、現在に至っているという。そして現在、トシロウはそのウイルスに感染し、死を待つ身となってしまった。そしてその一切を聞かされた娘、ミキコ・エビハラは怒りを露にし、単身カゲ・ミシマの基地に行き、復讐をしようとしたがあえなく拘束され、今も監禁されているという。そこでトシロウは、あらゆる能力に長けているヒロに、ミキコを救出し大刀を奪い返して欲しいと懇願する。しかしその後、トシロウはやってきた謀反者に暗殺されてしまう。ヒロはその遺志を継ぎ、単身カゲ・ミシマの要塞に赴く。

## ゲームプレイ
『大刀』は4つのエピソードに分かれ、合計24のマップがある。4つのエピソードは、25世紀の日本の京都、紀元前1200年の神話が形成されたギリシャ、疫病が流行した6世紀のノルウェー、21世紀のサンフランシスコと時代も場所も異なるエピソードである。
後に修正パッチのバージョン1.2がインターネット上でダウンロードできるようになった。これは上記の不具合を極力修正し、セーブジェムの概念を無くし（無限にセーブが出来るようになった）、サイドキックが本来ならば使えない無限回復装置“Hosportal”を使えるようになった。パッチはアメリカ、イギリス、ドイツ、スペイン、イタリア、フランスの圏内で発売されたもののみ適用可能で、その他の国で発売されたものに関してはパッチが無く不安定の状態でプレイしなくてはならなかった（ロシア語版や中文版など）。日本語版に関しては、一応バージョン1.1相当の修正はされている。しかし正式な1.1相当の修正ではないので、数々の問題を抱えている。例えば、セーブジェムの概念が残されていて無限セーブが出来なかったり（通常の1.1であれば無限セーブ可能）、マルチプレイをやろうにもバージョン違いで他国のサーバへの接続が不可能であったり等。
『大刀』では、経験値の概念がある。これは敵を倒した際に得られ、一定の経験値を得た場合に用意されているステータスに任意に割り振ることが出来る。最大レベルはそれぞれ5で、各エピソードによって上げられるレベルは決まっている。京都2、ギリシャ3、ノルウェー4、サンフランシスコ5。
主人公にはNPC(ノンプレイヤーキャラクター)としてゲームの進行とともに加わる仲間がいる。彼らはAIによって動いているが、5種類のコマンドによって行動に指示を与える事も可能となる。ただし、主人公と同じようにNPCが死んでしまった時にもゲームオーバーとなる。

### ステータス一覧
Power
武器の攻撃力を上げる。1レベルにつき1+上昇。
Attack
武器の攻撃速度、リロード速度を上昇。
Speed
移動速度を速くする。また遠距離ジャンプの距離も伸びる。
Acro
ジャンプ力を高くする。
Vitality
最大ライフを上昇させる。1レベルにつき50+上昇。初期が100なので、これを5レベルまで上げれば最大350にもなる。

### マルチプレイ
Deathmatch
マップ内でお互いを殺しあう。（チートコード・DAIKATANA）
Team Deathmatch
二つのチームに分かれ、敵チームのプレイヤーを殺していく。（チートコード・クソゲー）
Capture the Flag
敵陣の旗を奪い時分の陣地に持っていったり、自陣の旗を奪われないようにする。（チートコード・クソゲー）
Death Tag
二人で協力して、敵の陣地にあるオブジェクトを奪ったり、操作したりする。また敵からオブジェクトを二人で守ったりする。（チートコード・クソゲー）
Co-Operate
3人で協力してエピソードを進んでいく。（チートコード・３P･クソゲー）
発売時はMplayerと呼ばれる、ゲームにおけるネットプレイをサポートするサーバを提供する会社が存在していたが、悪質なハッカーがサーバーに不正アクセスし破壊、その後会社が倒産したため、現状ではプレイ不可能である。Gamespyサーバも同様にサービスが終了している。

## ビデオカード
『大刀』はQuake IIエンジンを使用しているため、OpenGL対応ドライバもしくは3dfx対応ドライバが動かすのに必須。しかしQuake IIの場合、たとえどちらのドライバに対応していなくてもソフトウェアモードで動かせるのだが、『大刀』はソフトウェアモードでは動かせない。また『大刀』が発売された当初は、3dfxは基本的に非対応になっており、対応させるには設定ファイルなどを書き換えるなどして手動で対応させなくてはならなかった（1.1パッチを適用すれば、メニューから選択可能）。現在では3dfxドライバはほとんど使われておらず、このゲームを動かす際はパソコンがOpenGLドライバ対応になっていることが望ましい。

## NINTENDO64およびゲームボーイ･カラー
NINTENDO 64版に関しては、Windows版同様ファーストパーソン・シューティングであるが、Windows版でかなりの問題を抱えていたサイドキックのシステムを排除し、バグを除去し、メモリ制限でマップを短くしたのである。グラフィックの解像度は低く、後に発売された拡張パックを導入しなければ人の顔などの見分けがつかないほどである。暴力表現もWindows版より抑えられており、流血は血の色が赤から虹色に差し替えられており、このバージョンでは流血はなく、花火で表現されており、市民は死なず不滅である。また倒した敵の死体もすぐ溶けて消える仕様に変更されている。
ゲームボーイカラー版は、Will(ウィル)が開発した見下ろし型のアクションロールプレイングゲームで『ゼルダの伝説』に多少似たゲームシステムがとられている。
いずれもコトブキシステム(ケムコ)が移植を担当している。

## 登場人物

### ヒロ・ミヤモトとその仲間
ヒロ・ミヤモト
このゲームの主人公。2455年の京都で剣術道場を開き、日々剣の修行をしている。剣だけではなく銃火器の扱いにも長けている。トシロウ・エビハラに頼まれ、大刀とミキコ・エビハラを救出するためカゲ・ミシマの要塞へと向かう。
ミキコ・エビハラ
トシロウ・エビハラの娘。トシロウから真実を聞かされ、ミシマ討伐及び大刀を取り返しに基地へと潜入するがあえなく捕まり拘束される。やがてヒロに助け出され共に行動するようになる。実はオンラインゲームの達人だったりする。
スーパーフライ・ジョンソン
かつてはカゲ・ミシマの要塞で警備員として働いていたが、カゲ・ミシマの放漫な態度に嫌気が差し反逆、クーデターを試みる。しかしそれは失敗し、拷問にかけられる。後にヒロに助けられ、共に行動するようになる。サイドキックの一人。
ウサギ・ミヤモト
かつて戦国時代に将軍オオサカ・ミシマに命令され大刀を鍛え上げた人物。後に大刀をエビハラ一族に託しオオサカを撃破するものの、後にエビハラが大刀の力を悪用しミシマのようになることを危惧したため、強引に大刀を奪い取り火口へと放り投げた。
だが大刀は滅しておらず、そこから様々な出来事を経て最終的にはエビハラ・インシロウに斬られ殺されてしまう。何百年の時を隔てて、要塞に乗り込むヒロの前に亡霊として現れ、何かとアドバイスをする。

### 敵
カゲ・ミシマ
かつてトシロウ・エビハラが得た名声を、大刀を奪ってその時空を超える能力を駆使して歴史をすり替え、現在は彼が富と名誉を我が物にしている。これはかつて戦国時代の復讐も兼ねている。
トシロウ・エビハラ
カゲ・ミシマに名声を奪われ、更に疫病にかかりワクチンも手に入らず、もはや死を待つだけとなってしまった哀れな老人。ヒロに希望を託すが、それがカゲに知られあえなく暗殺される。
ミシマ・オオサカ
戦国時代に巨大な勢力を誇った将軍。エビハラ一族が勢力拡大の癌になるためウサギに大刀を作らせるが、ウサギの裏切りに遭いエビハラ一族に破れ死亡。
エビハラ・インシロウ
戦国時代、巨大な勢力を誇る武将、ミシマ・オオサカに唯一楯突いた武将。ウサギの作った大刀を借り、少数の部隊でオオサカの軍を破り天下を統一する。大刀は最初ウサギに返すつもりが、その秘められた力に魅了されウサギに大刀を返さなくなり、それに怒りを覚えたウサギによって大刀を取り返され、火口に投げ捨てられてしまう。

## 武器
武器は全部で25種類用意されているが、それらは各エピソードにそれぞれ6〜7個振り分けられ、他のエピソードでは使えない。またマルチプレイに関しても、その時代の武器が適用されるのでプレイ中は6〜7個の武器しか使用出来ない。また武器には自爆するものが多数ある（25種のうち15種）。
(サ)印はサイドキックも装備出来る武器。
(ロ)印はロケットジャンプ可能な武器。
大刀
京都の終盤で手に入る、このゲームの主役とも言える宝刀。この武器はレベルが設定されていて、使えば使うほどその大刀に経験値が振り込まれ、より強力になり振りも速くなる。ただし、その場合は自分に経験値が入らない。
- レベル2：剣の周りが弱い青色に光る。
- レベル3：剣の周りが強い青色に光る。
- レベル4：剣の刃が白色の光を帯びる。
- レベル5：剣が青色っぽくなり、全ての光が強調される。

### 京都
Disruptor Glove N/A
素手で殴る攻撃。弾無し。電磁パルス効果が付き、ロボット系に若干ながら高いダメージを与える。また、あるアイテムにより一時的に攻撃力を増大させることも出来る。弱点は普通の敵に弱いことと、攻撃範囲が狭いこと。
Ion Blaster (サ) (ロ) 100
プラズマを発射する武器。発射された緑色の弾は壁で跳ね返り、それを利用して敵を物陰から攻撃するという方法も可。ただし、壁の正面で撃ったり水中で撃つと自爆する。なお、水中での爆発で敵にダメージを与えられるが、攻撃力は低い。連射が効き、弾数も豊富。
C4 Vizatergo (ロ) 25
設置型グレネードランチャー。撃つとプラスチック爆弾が目標点に張り付き、動くものが近づくと爆発する。動くものとは敵のみならず主人公やサイドキックも含まれ、ダメージも受ける。また、貼り付けた後でC4 Vizatergoの割り当てられている武器のキーを押して爆破することも出来る。
Shotcycler-6 (サ) (ロ) 75
6連射式ベルトアクションショットガン。撃つ時少々間が空き、それから一気に6回弾を撃ち出す。この武器は撃つと反動が来るので、自爆無しに大きくジャンプする際に利用することも一応可能である。
Sidewinder (ロ) 50
2連装小型ロケットランチャー。撃つと2本のロケットが螺旋を描くようにして飛んでいく。攻撃力は高く装填速度が速いが、サイドキックが爆風に巻き込まれる可能性がある。なお、2本同時に発射するので弾は一回の発射につき2発消費する。
Shockwave 10
巨大な弾を放つ大砲。撃つと青い弾が放物線を描いて飛び、一定の時間になると青い衝撃波を出して範囲内の動くもの全てに大ダメージを与える。衝撃波の範囲は非常に広い。

### ギリシャ
Discus of Daedalus (サ) 10
円盤型ブーメラン。投げると敵に当たるか、一定の距離に達すると自分の手元に戻ってくる。また、接近戦では斬り攻撃になる。攻撃力はさほど高くないが、連射がそこそこ早い。サイドキックに持たせれば、弾の心配をしなくて済むようになる。オブジェクト等に挟まったりして戻ってこられなくなった場合、消滅することもある。
Venomous (サ) 75
先端に蛇の頭が二つくっついた武器で、緑色の毒の弾を弧を描くようにしてを発射する。これは相手を毒状態にし、しばらくの間ダメージを与え続けられるが攻撃力は低い。また自爆の概念もあるので、自爆した場合は自分が毒状態になる。近距離戦では蛇が敵に噛み付いて攻撃をする。弾も比較的豊富。サイドキックがこの武器を手に入れた場合、優先的にこちらを使用する。弾は弧を描くが、非常に上手く当てる。
Sunflare 20
火炎瓶。投げると周囲に炎が散り、範囲内の敵に攻撃をする。ただし炎は燃え移らず、炎が存在する場所しか攻撃判定が無いのでそこを抜けられたらダメージを与えられない。直撃させれば結構なダメージを与えられる。自分が炎のある場所に入るとダメージを受ける。
Hades Hummer (ロ) N/A
巨大な金槌。地面に叩きつけ、その地響きによる衝撃波で敵を攻撃する。攻撃力は高く、無限に使えるのだが自分にもダメージが入るので実質無限には使えない。また、この武器でしか倒せない敵が存在する。直接叩いて攻撃することも出来る。
Poseidon's Trident (ロ) 50
ポセイドンの三又槍をモチーフにした武器で、撃つと青いエネルギー散弾を発射する。これは爆発の判定があり、敵をまとめて攻撃できるという利点があるが、近距離で攻撃すると自爆するという欠点を兼ねている。
Eye of Zeus 5
敵を自動で感知し、稲妻を直撃させて大ダメージを与える武器。敵が大量にいる場合、一回の攻撃でその全てにダメージを与えることも可。ただし、周りに敵がいなければ自分に落雷し、場合によっては死亡する。

### ノルウェー
Silver Claw (サ) N/A
近距離専用の鋭い爪を持った手袋。攻撃力は高いが近距離攻撃専用なので、これで戦う場合は敵に近づくというリスクが発生する。また、ある敵に止めを刺す際に使う。サイドキックではスーパーフライ・ジョンソンのみ装備可。
Bolter (サ) 50
小型ボウガン。攻撃力は比較的低いものの、連射が利き弾速が速い武器。弾も豊富。
Ballista (ロ) 25
大型の爆発性ボウガン。連射は利かないものの、攻撃力が高く爆発する。近距離で攻撃すれば自爆するが、反動もあるためロケットジャンプとして使うことも可能。
Stavro's Steve (ロ) 25
赤い宝石が埋め込まれている杖で、撃つと爆発性の火炎弾を発射する。火炎弾は壁などにぶつかると、いくつかの破片になって四方八方に散る。弾速は遅いが、攻撃力と弾の大きさに優れている。
Wyndrax's Wisp 25
撃つと電撃弾を発射する杖で、当たった敵はダメージを一定時間受けると共に身動きが取れなくなる。敵の身動きが取れない間に他の武器で攻撃するという手もある。
Nharre's Nightmare 50
一定の量の敵を倒すと使えるようになる武器で、使用すると円陣を描き魔物が召喚され周囲の敵味方を関係無く攻撃する。また経験値が入らない上、魔物召喚時にほかの武器に変えてしまうと魔物は消えてしまう。魔物召喚時も相当隙がある。

### サンフランシスコ
Colt2020 (サ) 50
ハンドガン。攻撃力は低いものの、飛距離、正確さ、連射性、弾速に優れ弾も豊富に手に入る。
Slugger (サ) (ロ) 50/15
グレネードランチャー付ショットガン。サイドキックはショットガンの機能のみ使用可。切り替えは割り当てられている武器のキーで行う。ショットガンは近距離において攻撃が強く、グレネードランチャーは目標点に素早くグレネード弾を発射する。グレネードで自爆する場合もある。グレネードは直接当てなければ、バウンドして爆発する。グレネードランチャーの状態で他の武器に変えた場合、この武器に戻すとショットガンの状態に戻る。
Kineticore (ロ) 100
分子の振動を停止させた冷凍弾を3発ずつ発射。これはIon Blaster同様壁に跳ね返るので、同様にして攻撃することも可。当たった敵は“凍え”状態になり、一定時間ダメージを受けるが、自分に当たると同じように凍え状態になりダメージを受けることになる。
＊Ripgun (サ) 100
ドラムロール式多銃身マシンガンで、チェインガンとも呼ばれる。トリガーを引くと銃身が高速回転をし、大量の弾を乱射する。そのため弾の消費が激しいが、攻撃力が高くすぐ着弾する。
Novabeam 200
巨大なビーム発射装置で、肩に背負って装備する。撃つと強力なオレンジ色のビームを発射し、どんな距離の敵でも攻撃することが出来る。強力ではあるがエネルギーの消費が激しいため、乱射することはあまり出来ない。また照射し続けることは出来ず、一定の間隔で攻撃が空く。
Metameser 3
小型固定砲台で、仕掛けて敵が近づくと攻撃力の低いビームを発射する。一定時間が過ぎると、ビームを乱射し始め、最終的に自爆する。

## ブーストアイテム
ブーストアイテムとは、取得すると一時的に該当するステータスを最大値に上げてくれる。取った時点で発動するので、マップを考慮して取得する必要があるが、シークレットエリアなど入り組んだ場所に多く置いてある。該当するステータスにポイントが最高値まで振り込まれていた場合は何も効果が無い。
Power
緑色の角のようなオブジェクトで、一時的に攻撃力上昇。
Attack
赤色の注射器のようなオブジェクトで、一時的に攻撃速度上昇。
Vitality
紫色の十字架のようなオブジェクトで、一時的に体力を350にする。効果が切れると、元のステータスが350ではない場合体力が減少していく。
Speed
黄色の針のようなオブジェクトで、一時的に移動速度上昇。敵から逃げたりする際に有用。
Acro
青色の稲妻のようなオブジェクトで、一時的に跳躍力上昇。シークレットの取得や上の階へのショートカットなどに使える。

## アイテム・オブジェクト
ステージによってアイテムのデザインや効果が大きく変わる。それ以外は一般的なFPSと同じ。

### 京都
SMALL HEALTH
『Quake』のものとデザインが似ている回復薬。25ポイント体力回復。
BIG HEALTH
上記と同様、『Quake』のものとデザインが似ている回復薬。50ポイント体力回復。
HOSPORTAL
各エリアに配置されている体力回復装置で、一定時間内の範囲で使用するプレイヤーの体力を回復していく。おおよそ75ポイントが平均回復量。Getのコマンドでサイドキックも使用出来る。
HEALTH TREE
木の実が生っている木。1個につき10ポイント体力回復出来、全部で5個生っている。下水道内にも生えている。
CHROMATIC
金属製の未来型鎧。アーマー値 +100。
PLASTEEL
赤い鎧で、『DOOM』の主人公のものとデザインが似ている。アーマー値 +200。

### ギリシャ
LIFE FLASK
聖水が入っている壷で、25ポイント体力を回復する。
LIFEWATER FOUNTAIN
聖水が湧き出す井戸で、Hosportalと仕様は同じ。
SILVER
古代兵士の銀製の鎧。アーマー値 +150。
GOLD
古代兵士の金製の鎧。アーマー値 +200。
HORN
角笛。イベントアイテム。
DRACHMA
金貨。イベントアイテム。
RUNE
ルーン文字が刻まれたイベントアイテム。それぞれA、E、G、I、Sの5種類ある。

### ノルウェー
HEALTH FLASK
魔法の液体が入っている銀色のフラスコで、25ポイント体力を回復する。
HEALTH CRATE
十字架のデザインが施されている黒色の箱で、50ポイント体力を回復する。
CHAINMAIL
中央に髑髏のデザインが施してある鎧であるが、見た目は鎖帷子とは程遠い。アーマー値 +100。
BLACK ADAMANT
上記のものとデザインは似ているが、黒色で中央に魔物のデザインが施してある。アーマー値 +250。
HEXAGON KEYSTONE
六角形の赤色の縁で彩られたイベントアイテム。
TRIGON KEYSTONE
三角形の緑色の縁で彩られたイベントアイテム。
QUAD KEYSTONE
正方形の青色の縁で彩られたイベントアイテム。
LIGHTNING KEY
稲妻のデザインが施されている鍵。イベントアイテム。
SKULL KEY
髑髏のデザインが施された鍵。イベントアイテム。
WYNDRAX's SPELLBOOK
ワインドラックスを召喚する際に使用する本。イベントアイテム。
PURIFIER TIP
聖剣・Purifierの剣先の部分。イベントアイテム。
PURIFIER BLADE
聖剣・Purifierの中央部分。イベントアイテム。
PURIFIER HILT
聖剣・Purifierの柄の部分。イベントアイテム。

### サンフランシスコ
SMALL HEALTH
赤十字が施してある救急箱で、25ポイント体力を回復する。
Big Health
緑十字が施してある救急箱で、上記よりも若干サイズが大きい。体力を50ポイント回復する。
DRUG BOX
大型の箱の中に治療キットが3個セットされており、それぞれ30ポイントの回復量を持つ。
KEVLAR
ケブラー製の防弾チョッキ。アーマー値 +100。
EBONITE
エボナイト製の重装甲の鎧。アーマー値 +200。
BOTTLE
ウイスキーボトル。イベントアイテム。
CHARCOAL
木炭。イベントアイテム。
SALTPETER
化学薬品の入った試験管。イベントアイテム。
SULPHER
茶色の袋。イベントアイテム。
BOMB
手製の爆弾。イベントアイテム。

## 敵キャラクター
これらもステージによってデザインや攻撃手段が変わってくる。

### 京都
BATTLEBOAR
黄色い戦車型のロボット兵器で、ロケットを発射してくる。上記の記述のように、この面での敵の攻撃力は脅威なのでサイドキックが直撃若しくは爆風に巻き込まれると致命的になるので気をつける必要がある。また相当耐久力があり、威力が高い武器を駆使する必要がる。
BRAIN
ステージ最後のボスの脳で、培養カプセルに守られているため攻撃することも、攻撃を加えることも出来ない。
CAMBOT
普段は下方にライトを照らしながら空中を浮遊しており、Hiroやサイドキックを見つけ次第ライトを赤く点滅させアラームを鳴らす。攻撃はしてこなく、耐久力も低いので簡単に破壊できる。
CRYOTECH
気温の低い研究室にいる、対放射能用のようなスーツを着た兵士。液体窒素を詰めたタンクを背負い、プレイヤーに冷凍の霧を発射してくる。当たると通常のダメージの他に凍え状態にしてくる。
FROGINATOR
序盤から襲い掛かってくる、蛙型のロボット。体型が小さく、すばしっこいので攻撃を当て辛い。また毒液を口から発射し、当たった場合プレイヤーは毒状態になる。
INMATER
セキュリティロボット。耐久力が高く、片方の腕からレーザーを発射し、もう片方の腕で近づいたプレイヤーを殴りつける。近・遠距離での攻撃に優れている。
LASERGAT
固定砲台。プレイヤーが近づくとセンサーが反応してレーザーを連射してくる。あまり耐久力は無いので、被弾しなければ楽に倒せるが、他に敵がいた場合は脅威となる。
MISHIMA GUARD
警備兵。ピストルを所持し、単発発射で攻撃してくる。単体若しくは集団でおり、集団の場合は見え辛い場所に配置されている場合もある。体力は低い。
PRISONER
研究所に閉じ込められている囚人。檻を開けるとプレイヤーに襲い掛かってくる。しかし体力は低く、素手で殴ることしかしない。
PROTOPOD
下記のROBOSKEETが入っている卵。孵化させる前に破壊することも出来る。
ROBOSKEET
序盤から襲い掛かってくる、巨大な蚊。体力・攻撃力共に低いが、集団で襲ってくる上すばしっこい。
RAGEMASTER
耐久力の高いロボットで、近づいたプレイヤーに殴りかかってくる。足が速く攻撃力が高い。
ROBOCROX
水中に潜むロボット型の鰐。足が遅いもの、攻撃力と体力があり、また水中にいるので見つけにくい。
ROCKGAT
固定砲台。センサーが反応してプレイヤーにマシンガンを連射してくる。レーザー砲台よりも威力は低い。
SLUDGE MINION
下水道のヘドロに配置されているセキュリティロボットで、プレイヤーを見つけ次第ロケットを連射してくる。一発の威力が非常に高い。
SURGEON
研究員。攻撃はしてこないが、敵として扱われており、殺すと経験値が入る。プレイヤーが銃を撃った場合、怯えて逃げたり頭を抱えたりする。
TRACKATTACK
固定砲台。威力の高いレーザーを発射してくる。耐久力もある。
DEATHSPHERE
空中を浮遊しているセキュリティロボットで、プレイヤーを発見次第レーザーを発射してくる。
THUNDERSKEET
超大型の蚊で、中ボスに当たる。大量のRoboskeetを引き連れて空中から出現し、毒の鱗粉を降らせて攻撃をしてくる。攻撃力は低いものの、戦うマップの構造や大量のRoboskeetにより戦闘を難しく設定されている。

### ギリシャ
SPIDER (SMALL)
京都での蛙に相当する、少し大きめな蜘蛛。集団で現れ、近距離で噛み付いてくる。攻撃力は低く、体力も低い。
SPIDER (LARGE)
かなり大きめな蜘蛛で、基本的に上記の蜘蛛と大差無い。体力と攻撃力は若干高くなっている。
CENTURION
槍を持った古代兵士で、遠くから槍を投げ近くでは槍で突いて攻撃をしてくる。集団でいることは少ない。
FISH
水中にいる魚。攻撃もしてこない上、倒しても経験値に加算されず、敵の数には入らない。オブジェクトのようなもの。
GRYPHON
その名の通りグリフォン。空中から現れ、爪で切り裂いて攻撃をしてくる。
HARPY
翼の生えた全裸の女性。空中から現れ矢を放って攻撃をしてくる。
SATYR
近づいて爪で引っ掻いてくる魔人。足が速い。
SEAGULL
鴎。魚と同じく空中を飛んでいるのみで攻撃はしてこない。また倒しても経験値は入らない。
SKELETON
剣と盾を装備した、骸骨兵士。基本的に剣で斬りかかってくる。足は速いものの、攻撃力や体力が低い。
THIEF
顔を黒頭巾で隠した、足が蹄の盗賊。足が速く、持っている短剣を投げて攻撃をしてくる。
CARYATID COLUMN
巨大な銅像。足は遅いが攻撃力は凄まじく、また通常の攻撃は一切効かない。
CERBERUS
このステージでの中ボスに相当するケルベロス。体力が異常なほどあり、また強力な近距離攻撃を仕掛けてくる。足も速い。

### ノルウェー
BUBOID
序盤に出てくるゾンビ。足が遅く、攻撃力も低く、体力も無いが、攻撃を受けると毒状態になってしまう。たまに地面から突然這い出てくることもある。
DOOMBAT
空中から襲ってきて噛み付いてくる蝙蝠。体力も攻撃力も無いが、すばしっこいので攻撃を当て辛い。
DARDIC DWARF
ドワーフ。集団で現れ、斧を投げて攻撃をしてくる。
FLETCHER
弓兵で、遠くから長弓で攻撃をしてくる。射程距離が長く、見え辛い所から狙撃してくる場合がある。
HELLKNIGHT
炎を纏った剣を持つ兵士。剣先から地を這う炎を出して攻撃をしてくる。攻撃力が高いが素早くは無い。
LYCANTHIR
狼人間で、走ってきて引っ掻いて攻撃をしてくる。また倒してもすぐに蘇ってしまう。
PLAGUE RAT
京都の蛙、ギリシャの蜘蛛に相当する鼠。近づいて噛み付いてくるのだが、これを受けると毒状態になってしまう。体力は無いものの素早い。
ROTWORM
短い蛇のような敵で、上記の鼠と性質はほとんど同じ。ただしこちらの方が全体的にステータスが高い。また中距離から毒攻撃を仕掛けてくる。
VOLTAIC VALKYRIE
ワルキューレ。巨大な斧を装備し、電撃を放って攻撃を仕掛けてくる。後半に多く出現する。
DRAGON
このステージでの中ボスに相当する。巨大で強力な火の玉を口から放出して攻撃をしてくる。ただし動きは遅い。

### サンフランシスコ
PRISONER
囚人。京都と同じく檻に閉じ込められており、プレイヤーが檻に入るか、檻を開けた際に攻撃してくる。攻撃方法は若干変わっており、近距離では素手で、中距離では石を投げて攻撃をしてくる。
FLYING CHAINGUNNER
ジェットパックを背中に背負った雇われギャングで、腕に装着されたガトリングで攻撃してくる。攻撃をしているとき以外は飛び回っているので、攻撃を当てるのが難しい。
GANG ROCKETEER
ロケットランチャーを肩に背負ったギャングで、強力なロケットを発射して攻撃してくる。
UZI DUDE
ウージーを装備したギャング。プレイヤーを見つけ次第連射してくる。
GANG KNIFER
両手にナイフを装備したギャング。素早く近づいて切り刻んでくる。
LABMONKEY
頭から脳が見えているゴリラのモンスター。俊足でプレイヤーに近づき、殴りかかって攻撃してくる。体力も比較的多い。
NAVY SEAL ROCKETEER
両肩にロケットランチャーを装備したネイビーシールズ。威力の高いロケットを高い発射レートで発射してくる。普段はコンピュータルームで操作しており、プレイヤーに気付くまで攻撃をしてこない。
NAVY SEAL CAPTAIN
ショットガンを装備したネイビーシールズで、集団か若しくはNAVY SEAL ROCKETEERと一緒にいることが多い。近距離で攻撃を受けると体力を大幅に削られる。
NAVY SEAL COMMANDO
両手首にマシンガンを装備したネイビーシールズ。動きが素早く。
NAVY SEAL SHOTGUNNER
ショットガンを装備した女性のネイビーシールズ。Captainよりも体力が高い他はほとんど性能は同じ。コンピュータルームで操作していることが多い。
GREAT WHITE SHARK
その名の通り鮫。水中に大量におり、プレイヤーに近づいて噛み付いてくる。泳ぎは素早く、体力もあるので、近づかれると危険。

## サイドキック
サイドキックは、プレイヤーが命令するためのボタンを押すと、そのボタンの命令に沿って動く。
なお、サイドキックはプレイヤーの向きを基準にしているので、命令した後プレイヤーが敵に背を向けると、サイドキックが敵に攻撃しに向かってしまう。
命令コマンドには、追従や助太刀をさせる"Come"、アイテムなどを取らせる"Get"、任意の敵を攻撃させる"Attack"、その場にとどまらせる"Stay"、プレイヤーの後ろに下がらせる"Backoff"がある。

## 制作

### 背景

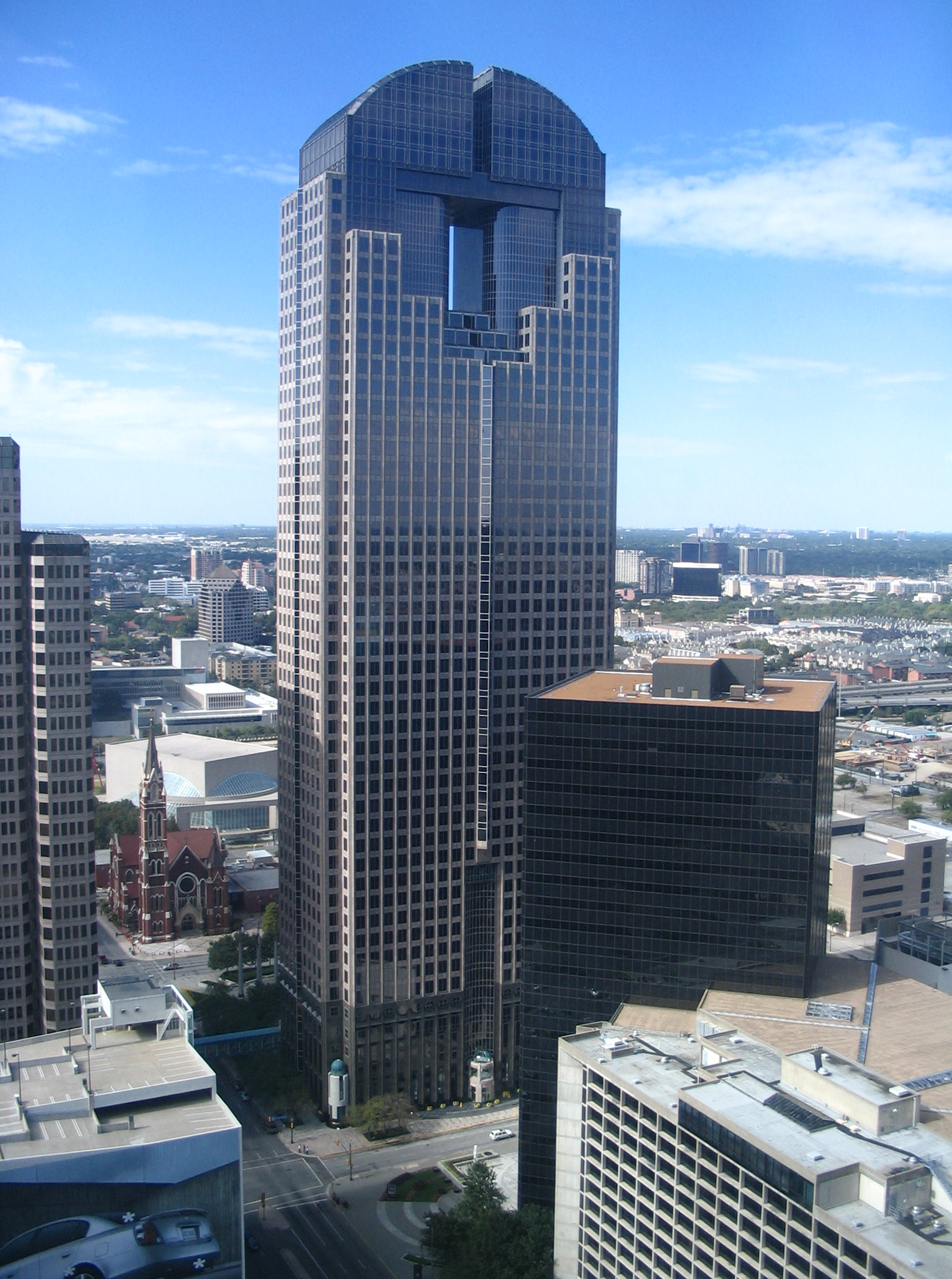
ION Storm本社が当時入居していたビル

本作の開発元であるION Stormは、id Softwareで『Wolfenstein 3D』や『DOOM』などのFPS作品のゲームデザインで知られるジョン・ロメロらが1996年に設立した。
中心メンバーにはid Softwareの設立者の一人で『DOOM』の開発期間中に退社したトム・ホール、元7th Levelのトッド・ポーター、アーティストのジェリー・オフラエティがいた。また、DOOMの広報キャンペーンに携わったマイク・ウィルソンがCEOに就任した。
ロメロはゲーム雑誌だけでなく一般のニュース系のメディアにおいても「新世代のゲーム開発者」として取り上げられることが多く、ゲームイベントやファンとの交流も積極的に行っていたため、id Softwareにとって象徴的な人物となっていた。
一方、グラフィックエンジンを開発してきたジョン・カーマックは内気な性格であまり表に出ていなかった上、同社に小規模な開発環境を保つよう意向を示しており、ロメロの提案が却下されることもあった。
4Gamer.netの奥谷海人は、ロメロがデザイナー本位の開発環境を手に入れるために『Quake』の開発が終わった段階で独立したのではないかと推測している。

### 企画
ロメロら4人は各々でゲームの企画を立案し、リードデザイナー兼プロデューサーとしてチームを率いるという方針が立てられ、このうちロメロは1997年3月に以下の内容で本作の企画を発表した。
1. 全部で25種類の武器が存在し、それぞれ印象の濃いものになっている。
2. 64体ものモンスターおよび兵士が登場し、それらはみなユニークで多彩。
3. 全24マップで、4つのエピソードに分かれている。時代も場所も違うので、背景は全て異なる。
4. ゲームのエンジンは使い慣れているQuakeエンジンを起用する

そして、当時『トゥームレイダー』で知られていたアイドス・インタラクティブがパブリッシャーとして選ばれた。
当初、本作は同年のクリスマス商戦に投入する予定が立てられており、カーマックは2001年6月のタイムとのインタビューで不可能だと話している。奥谷は企画から販売までの期間が短く設定された理由について、Raven Softwareの『Heretics 2』のように1年以内での開発の前例があったことや、「id Software時代、カーマックのプログラムの完成を待ってから、急いでゲーム開発を進めるのに慣れていた」ことなどを推測している。

### 開発
ロメロを前面に押し出したキャンペーンが展開されたため、本作の開発は初日から遅れ、メディア向けのゲーム画面も用意できなかった。
さらに、ロメロが他社からの人材の引き抜きを敬遠するあまり、開発のノウハウをもたない映画関係者やMOD制作者を起用した結果、レベルデザインにばらつきが生じ、最終的にはロメロ自身が手掛ける羽目になった。
主人公であるヒロ・ミヤモトの名前は"Hero"にちなんでつけられ、苗字は宮本茂からとられた。
97年の6月のE3(Electronic Entertainment Expo)で、本作のゲームプレイデモが発表された。
そのころ、id Softwareも『Quake II』のデモ版を同イベントにて公開しており、同年のクリスマス商戦に投入して成功を収めていた。
これを受けてロメロはスタッフの技量が劣っていることを悟る。そして当初の発売予定日だったクリスマスを過ぎると、ロメロは思い切って『大刀』のグラフィックエンジンをQuakeエンジンからQuake IIエンジンに切り替えることを発表。発売は1998年に変更することにした。
『Quake II』が発売された後、ロメロはid Softwareから『Quake II』のエンジンを受け取り、『大刀』の作り直しに取り掛かった。最初は『Quake』の発展系だから新しいエンジンに慣れるのもそう難しくはないだろうと思っていたようだが実際は『Quake II』と従来の『Quake』はソースコードが全く違い、エンジンを切り替える事はそう容易ではないと分かった。そのため、ジョン・ロメロと彼のチームはQuake IIエンジンのソースコードに慣れるまで約11ヶ月もの歳月を要することになった。
1998年1月、マイク・ウィルソンが退社し、Gathering of Developersを立ち上げた。
加えて、ポーターが元7th Levelの社員を強引にIon Stormに引き入れたため、開発費も日増しに増えていくようになった。更に、ポーターは膨大な資金と上役の立場を利用して、7th Levelで開発を断念していたRTSゲームである『Dominion』の製作を強引に推し進めた。本作のつなぎとして発売された『Dominion』は『スタークラフト』の発売日と同じ日にデモをリリースしたせいもあり、多くのメディアから酷評され、最終的に6000本以下しか売れなかった。
これが当初期待を集めていたIon Stormの看板に傷を付けた。
トゥームレイダーブームの人気が落ちつあったアイドスは、Ion Stormの士気の低下をうけ、買収することによって経営の引き締めを図った。
さらにその後、本作の開発スタッフを含む十数人が相次いで同社を去り、ロメロとホールの周りに信頼できる人間は少なくなっていった。
同年、Looking Glass Technologiesの廃業に伴い、ウォーレン・スペクターがIon Stormに入社したものの、ダラスの本社ではなく、遠く離れたオースティンの支社にて『Deus Ex』の開発にいそしんだ。
そして1999年1月14日、ダラス・オブサーバーによってIon Stormに対する内部告発の記事が公開された。
また、同年の5月下旬には、ポーターに本作のゲームデザインを指摘されたロメロは、怒ってアイドスアメリカ支社に連絡し、5月25日にポーターとオフラエティは解雇された。
Ion Stormは1999年の1月までには、なんとかQuake IIエンジンの扱いにも慣れてきていた。「2月15日に製品版を発売する」という発表をした。この日程はずれたものの、3月にゲームのデモがリリースされた。しかしそれはモンスターや敵兵士は一切出て来ず、マルチプレイのみのデモであった。しかもその内容はDeathmatchだけという、まるでエンジンが動くかどうかのサンプルでゲーム性は皆無というようなものであった。デモを待ち望んでいたファンは大いに落胆した。
デモが失敗だったと認識したIon Stormは、次なるE3に向けて新たなデモ版の開発に取り掛かった。それは今まで平坦なマップだったのを、地面に高低などのリアルさを付け、フレームレートを12まで上げることに成功した（ファーストパーソン・シューティングゲームにおいてフレームレートは最低30は必要）。
1999年の12月17日には大体完成はしていたので、あとは数々のバグや、サイドキックの人工知能の修正、バランス調整などの補修のみとなった。しかし、それらの補修は当時のスタッフのレベルでは容易に修復することが困難であった。しかもそこにアイドスからの圧力が掛かり、すぐに発表せざるを得ない状況まで追い込まれていた。そして2000年4月21日に、『大刀』は正式なデモ版を発表、5月23日に製品版を発表した。
後に、ロメロの許可を得て、Quakeエンジンで作られたアルファ版"Daikatana pre-alpha"が公開された。

## 反響

### 発売前
発売前のキャンペーンの中にはロメロの写真とともに"John Romero's about to make you his Bitch！"（ジョン・ロメロがお前を雌犬にするぞ）や"Suck It Down"（しゃぶれ）という公序良俗に反する文言が加えられたものがあり、これまでロメロに好意を抱いていた者たちも含め、ゲーマーたちから横柄だとして反発された。この広告は、『大刀』に期待をしていた人達の大きな衝撃をもたらした。「クールだ」と評価する者もいたが、大半はロメロに対して反感を持つようになってしまった。そして当時ゲームが発売されていないにもかかわらず、期待していた人達は次々と『大刀』に興味を示さなくなっていった。しかしロメロはそのようなことは露知らず、かつてid Software時代に稼いだ多額の資金をIon Stormのオフィスの資金（オフィスは当時ダラスの超高層ビルの最上階に存在し、数百万ドルという家賃）や開発費、食べ物や趣味（フェラーリを乗り回すこと）などに充て、世間では考えられないような“豪華”な制作活動を行っていた。また、当時としては珍しい女性ゲーマーでアメリカの『PLAYBOY』誌でグラビアモデルとして活躍していたスティービー・ケース(Stevie "Killcreek" Case)がロメロによって雇われ、レベルデザイナーとして『大刀』の開発に携わせた。そのことは雑誌やメディアなどで“ジョン・ロメロの恋人”として大きく報じられた。そのようなロメロの態度に社長を務めていたマイク・ウィルソンは激怒し、Ion Stormの社長を辞め、社内で同じ考えを持つ者をと共に新しいゲーム製作会社を設立する（後にバンドであるキッスを題材にしたファーストパーソン・シューティングゲーム、Kiss:Psycho Circus The Nightmare Childrenを発表）。

### 発売後
ロメロが1997年以内に発売すると公言した『大刀』は、最終的に2000年にまで発売日がずれ込んでしまった。その4年の間、『ハーフライフ』、『Unreal』および『Unreal Tournament』、『Quake III Arena』等の高度なグラフィックや人工知能、ゲーム内容の面白さを持ったゲームが次々と発表され、Quake IIエンジンを使って作られた『大刀』はもはや時代遅れであった。発売された後も、上記に述べたようなサイドキックの不出来さ、セーブする際にセーブジェムというアイテムが必要だということ、バグの多さなどからゲーム評論家からは多めに見ても“平凡かそれ以下”という評価を受けた。
『大刀』は世界中に20万本以上を出荷し、とりあえず掛かった制作費などの埋め合わせは済んだ。
その後、ロメロは紆余曲折の末、妻ブレンダとともにロメロ・スタジオを立ち上げ、ゲームの開発を行っている。
それからまもなく、Ion Stormから発売された『Deus Ex』が好評を博し、「2000年における史上最高の作品と史上最低の作品が同じ会社からリリースされた」と話題を呼んだ。

### 後世での評価
4Gamer.netの早苗月 ハンバーグ食べ男は2020年の記事の中で、本作のグラフィックについて、2020年の視点からでは20年前のゲームはこれくらいのものだろうと見られるとしつつも、本作の発売時期がFPSとハードウェアの進化の過渡期だったため、その当時の次世代機が「イケイケ」の風潮の中では見劣りするものだっただろうと述べた。ゲームデザインについては、「Romeroイズム」が出ていて悪くないとし、全体としてうまく出来上がっていたならば違う評価になり得たとしている。